# Lotec

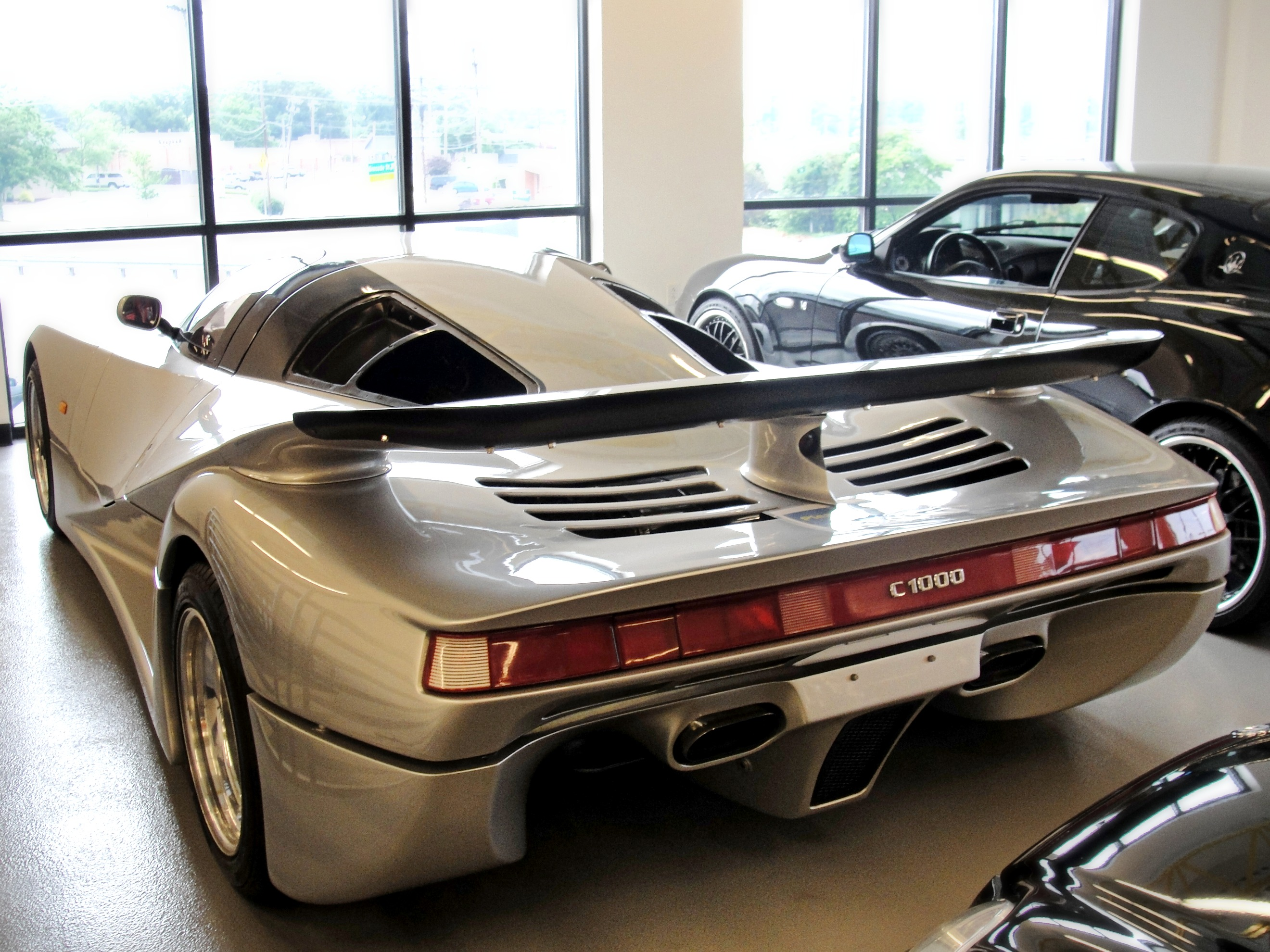
Lotec C 1000

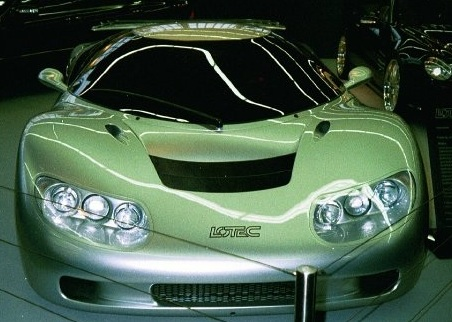
Lotec Sirius

Lotec ist ein deutsches Unternehmen der Automobilindustrie mit Hauptsitz in Kolbermoor. Es wurde 1962 von Kurt Lotterschmid gegründet und beschäftigt sich mit der Entwicklung, Optimierung und dem Umbau von Automobilen.

## Geschichte
1962 erfolgte die Gründung des Unternehmens nach Kurt Lotterschmids Meisterprüfung. 1965 beschäftigte Lotec drei Mitarbeiter. 1969 wurde der Rennwagenbau aufgenommen, dabei erzielten die Fahrzeuge sechs Siege bei Formel V. 1971 begann der Aufbau eines zweisitzigen Rennwagens und 1975 Karosserie-Umbauten für Porsche-Fahrzeuge (GFK-Modell- und Formenbau). Die Zahl der Mitarbeiter wuchs auf acht an.
1979 und 1980 wurde Lotec jeweils Gesamtsieger der Interserie mit Eigenkonstruktion. 1983 folgte der Gewinn der Deutschen Rennsportmeisterschaft C2 mit einer Eigenkonstruktion. Im gleichen Jahre erfolgte die Gründung der Lotec GmbH, und Karosserieumbauten für Mercedes-Benz-Fahrzeuge (GFK-Modell- und Formenbau, GFK-Einzelanfertigungen) wurden aufgenommen.
1984 entwickelte das Unternehmen ein patentrechtlich geschütztes Herstellungsverfahren für Mercedes-SEC-Motorhauben und fertigte komplette Lotec-Rennfahrzeuge nach Auftrag. Ein Lotec-Gruppe-C-Sportwagen gewinnt die japanische Sportwagenmeisterschaft. Die Zahl der Mitarbeiter stieg auf 12. 1985 folgte die Entwicklung von Turbomotoren für Mercedes-Fahrzeuge mit TÜV.
1988 begann die Aufteilung der Lotec-Gruppe in zwei eigenständige Unternehmen mit 16 Mitarbeitern. 1990 folgte die Entwicklung des Straßensportwagens C 1000 und von Turbomotoren für Ferrari-Fahrzeuge. 1991 kam die Entwicklung und Fertigung der Ambassadeur-Luxuslimousine sowie eines eigenen Fahrzeuges auf Ferrari-Basis in Zusammenarbeit mit dem Designer Luigi Colani Testa D’Oro hinzu. Dieses erzielte einen Weltrekord für KAT-Fahrzeuge auf dem Salzsee in Utah (USA) mit 342 km/h. 1992 begannen Planung und erste Entwürfe des Prototyps Sirius, der 1999 in Fertigung ging. 2000 erfolgte die Fertigstellung des Lotec Sirius.
Die Fertigung von Personenkraftwagen mit Straßenzulassung lief von 1991, als der C 1000 auf dem Genfer Auto-Salon präsentiert wurde, bis Oktober 2001 mit der Vorstellung des Lotec Sirius.